# Hitodama

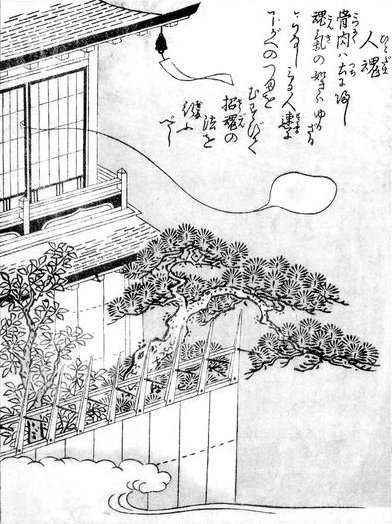
Ein Hitodama, wie es in Sekiens Konjaku Gazu Zoku Hyakki erscheint.

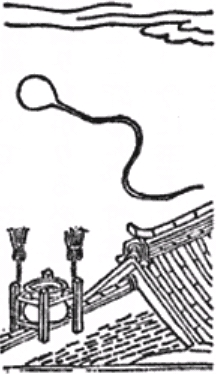
Hitodama-Darstellung aus dem Wakan Sansai Zue.

Hitodama (jap. 人魂, zu dt. „Menschenseele“) bezeichnet ein Wesen der japanischen Mythologie. Es wird der Gruppe der Yūrei („Gespenster“) zugeordnet.

## Beschreibung
Häufig werden Hitodama als schwebende, bläuliche oder grünliche Feuerbälle mit langem, fadendünnen Schweif beschrieben. Berühren sie den Boden, sollen sie sich manchmal in unzählige schwarze Käfer oder in schwarze Kohlebröckchen verwandeln. Hitodama halten sich der Folklore zufolge in der Nähe von Friedhöfen und im Sommer in dunklen Wäldern auf. Für gewöhnlich werden sie als harmlos dargestellt, manchmal sollen sie sich von Personen mit großer Geisteskraft angezogen fühlen. Sie sollen aber auch bösartig werden können, zum Beispiel dann, wenn ihr Beschwörer ermordet wurde. Auch sonst sollen Hitodama häufig die Seele unglücklicher Menschen sein, die nach dem Tod keine Ruhe finden.

## Hintergrund

### Religiöse Interpretationen
Der Glaube an Hitodama ist überraschend alt und mindestens seit dem 9. Jahrhundert nach Christus überliefert. Sowohl Shintōismus und Buddhismus lehren, dass Körper und Knochen aller Wesen zur Erde zurückkehren, die Seele aber könne überall hingehen. Für gewöhnlich würde sie ins Jenseits überwechseln. Eine Seele aber, die dem Körper gewaltsam entrissen wurde, sei es durch Mord, Unfall, Krankheit, emotionale Bindung oder gar Magie, könne in der Menschenwelt bleiben. Im japanischen Shintō, Buddhismus und im Volks- und Aberglauben gibt es kaum eine bedrückendere und beängstigendere Vorstellung, als nach dem Tod nicht würde- und ehrenvoll bestattet zu werden. Ohne Bestattung nebst ritueller Zeremonie und Gebeten könnte die Seele von Mensch und Tier verloren gehen, weil sie den Weg ins Jenseits nicht kennt. Besonders großes Unglück bedeute es, wenn es sich bei dem Verstorbenen um ein Opfer von Krieg, Gewaltverbrechen oder um ein Unfallopfer handele. Deren Seelen könnten leicht zu Hitodamas oder Kosenjōbi werden und dann am Sterbeort zurückbleiben, wo ihr Erscheinen als Spuk gedeutet wird. Eine solche „verlorene Seele“ könne dann unter Umständen entweder von zauberkundigen Menschen oder Yōkei und Oni eingefangen werden, oder von noch lebenden Menschen Besitz ergreifen. Hitodama gelten zudem als bevorzugte Opfer schwarzer Magie oder als Energiequelle für andere Wesen.
In Japan kursiert seit der Edo-Zeit der Aberglaube, dass man seine eigene Seele geradezu an sich binden könne, wenn man einen Knoten in den Obi seines Kimonos mache: sollte die Seele den Körper, aus welchen Gründen auch immer, als Hitodama verlassen, würde sich dessen Schweif in dem Knoten verfangen und das Hitodama so nicht verloren gehen.

### Überlieferungen
Die früheste, namentliche Erwähnung der menschlichen Seele als „Hitodama“ erscheint in dem Werk Genji Monogatari (源氏物語, Die Geschichte vom Prinzen Genji) der Hofdame Murasaki Shikibu aus dem Jahr 1008. In dem Kapitel Maboroshi wird geschildert, wie Prinz Genji in seinen letzten Lebensjahren über Leben, Tod und Vergänglichkeit sinniert. Dabei fällt auch das Wort „Hitodama“. Die Art und Weise, wie das Phänomen behandelt wird, lässt gemäß Folkloristen wie Murakami Kenji darauf schließen, dass der Glaube an Hitodama schon länger bekannt gewesen sein muss. Seit der späten Nara-Zeit, besonders aber ab der Edo-Zeit, tauchen die ersten Abbildungen von Hitodama auf. Die früheste Abbildung erscheint in dem Werk Wakan Sansei Zue (和漢三才図会; Chinesisch-japanisches Nachschlagewerk) von Terajima Ryōan aus dem Jahr 1712. Eine weitere, bekannte Darstellung findet sich in dem Sammelband Konjaku Gazu Zoku Hyakki (今昔画図続百鬼; Bilderbuch der 100 Dämonen von einst und jetzt) von Toriyama Sekien aus dem Jahr 1779. Sekien verweist in seinem Begleittext zur Zeichnung auf das Werk Genji Monogatari, was darauf hindeuten mag, dass dieses schon zu Sekiens Zeit zur gängigen Literatur in Japan gehörte.

## Mögliche Ursprünge
Vermutlich geht der Glaube an „Hitodama“ auf bekannte und gut erforschte Naturphänomene wie auf in Japan häufige Leuchtkäfer, zum Beispiel Luciola cruciata (源氏蛍, Genji-botaru; zu dt. „Genji-Leuchtkäfer“) und Luciola lateralis (平家蛍, Heike-botaru; zu dt. „Heike-Leuchtkäfer“) zurück. Sie alle sind schneckenfressende Käfer und deren Larven, deren rhythmisches Leuchten (Biolumineszenz) in ganz Japan berühmt ist. Sie wurden nach einflussreichen Adelsfamilien des Altertums benannt. Im Fusa-Park von Tokio wird alljährlich das sogenannte Hotarugari (蛍狩り; zu dt. „Leuchtkäferfangen“) abgehalten. Das kalte Leuchten der Glühwürmchen wird nicht nur als das Leuchten und die Vergänglichkeit der menschlichen Seele interpretiert, sondern auch mit anderen mystischen Feuern in Verbindung gebracht. Weitere Erklärungsmöglichkeiten sind Naturerscheinungen wie leuchtende Pilze (zum Beispiel Zwergknäuelinge), Elmsfeuer und Kugelblitze.
Hitodama werden leicht mit ähnlich erscheinenden Phänomenen und übernatürlichen Wesen verwechselt, zum Beispiel mit dem „Kitsunebi“ (狐火; „Fuchsfeuer“), dem Tanuki-bi (狸火; „Marderhund-Feuer“), dem Onibi (鬼火, „Dämonenfeuer“) und dem „Hinotama“ (火の玉; „Feuerball“).

## Hitodama in der modernen Subkultur
Hitodama sind ein beliebtes Motiv in modernen Mangas und Anime-Serien, wie zum Beispiel Inuyasha und Shaman King. In Inuyasha erscheinen die Hitodama als weißliche Lichtwolken, die von den sogenannten „Seelenfängern“ der Miko Kikyo eingesammelt und an Letztere regelrecht verfüttert werden, damit diese am Leben bleibt. In Shaman King können die Protagonisten (allesamt Schamanen) Hitodama herbeirufen, um ihre Fähigkeiten oder ihre Energie im Kampf zu nutzen. Eine bekannte Parodie des Wesens ist im Game-Boy-Spiel Super Mario Land 2 als Gegner von Mario zu finden.